# Juarros de Voltoya (kommunhuvudort)
Juarros de Voltoya är en kommunhuvudort i Spanien.   Den ligger i provinsen Provincia de Segovia och regionen Kastilien och Leon, i den centrala delen av landet, 100 km nordväst om huvudstaden Madrid. Juarros de Voltoya ligger 853 meter över havet och antalet invånare är 270.
Terrängen runt Juarros de Voltoya är platt. Runt Juarros de Voltoya är det glesbefolkat, med 11 invånare per kvadratkilometer. Närmaste större samhälle är Arévalo, 17,2 km väster om Juarros de Voltoya. Trakten runt Juarros de Voltoya består till största delen av jordbruksmark.